# 奈良道博
奈良 道博（なら みちひろ、1946年5月17日 - ）は、日本の弁護士。第一東京弁護士会会長や、日本弁護士連合会副会長、学校法人中央大学理事、王子ホールディングス取締役、セイコーエプソン取締役、法務省法制審議会委員等を歴任。旭日中綬章受章。

## 人物・経歴
1970年中央大学法学部法律学科卒業。1974年弁護士登録。総務省年金記録確認中央第三者委員会委員長代理、学校法人中央大学理事等を歴任。2006年第一東京弁護士会会長、日本弁護士連合会副会長。2011年法務省法制審議会委員。2013年セイコーエプソン監査役。2014年王子ホールディングス取締役。2015年蝶理監査役、日本特殊塗料取締役。2016年セイコーエプソン取締役、蝶理取締役。2019年関西電力第三者委員会委員。

## 受賞歴
2017年秋の叙勲で旭日中綬章受章。

## 家族
兄に奈良康明（駒澤大学総長）。